# Sežana község
Sežana község (szlovén nyelven Občina Sežana) Szlovénia 212 alapfokú közigazgatási egységének, azaz községének egyike az Obalno-kraška statisztikai régióban. Adminisztratív központja Sežana város. A község 1994. november 6-án jött létre, amikor a korábbi Sežana községet négy kisebb községre (Divača, Hrpelje-Kozina, Komen és Sežana) osztották.

## A községhez tartozó települések
A községhez Sežana székhelyen kívül a következő települések tartoznak:
- Avber
- Bogo
- Brestovica pri Povirju
- Brje pri Koprivi
- Dane pri Sežani
- Dobravlje
- Dol pri Vogljah
- Dolenje
- Dutovlje
- Filipčje Brdo
- Godnje
- Gorenje pri Divači
- Gradišče pri Štjaku
- Gradnje
- Grahovo Brdo
- Griže
- Hribi
- Jakovce
- Kazlje
- Kopriva
- Kosovelje
- Krajna Vas
- Kregolišče
- Kreplje
- Križ
- Krtinovica
- Lipica
- Lokev
- Mahniči
- Majcni
- Merče
- Nova Vas
- Orlek
- Plešivica
- Pliskovica
- Podbreže
- Poljane pri Štjaku
- Ponikve
- Povir
- Prelože pri Lokvi
- Pristava
- Raša
- Ravnje
- Razguri
- Sela
- Selo
- Senadolice
- Šepulje
- Skopo
- Šmarje pri Sežani
- Štjak
- Stomaž
- Štorje
- Tabor
- Tomaj
- Tublje pri Komnu
- Utovlje
- Veliki Dol
- Veliko Polje
- Voglje
- Vrabče
- Vrhovlje
- Žirje

## Népesség
| Lakosok száma | 12 616 | 12 828 | 12 959 | 13 048 | 13 050 | 13 108 | 13 180 | 13 243 | 13 524 | 13 702 |
|               | 2008   | 2009   | 2011   | 2012   | 2013   | 2015   | 2016   | 2017   | 2019   | 2020   |